# Buveuse
Euthrix potatoria
Espèce
La Buveuse ou Bombyx buveur, Euthrix potatoria, est un lépidoptère (papillon) nocturne appartenant à la famille des Lasiocampidae.
Synonyme ancien
- Philudoria potatoria Linnaeus, 1758

La chenille a la réputation de boire les gouttelettes d'eau des feuilles ce qui explique son nom vernaculaire.

## Répartition
De l’Europe au Japon. Partout en France.

## Description

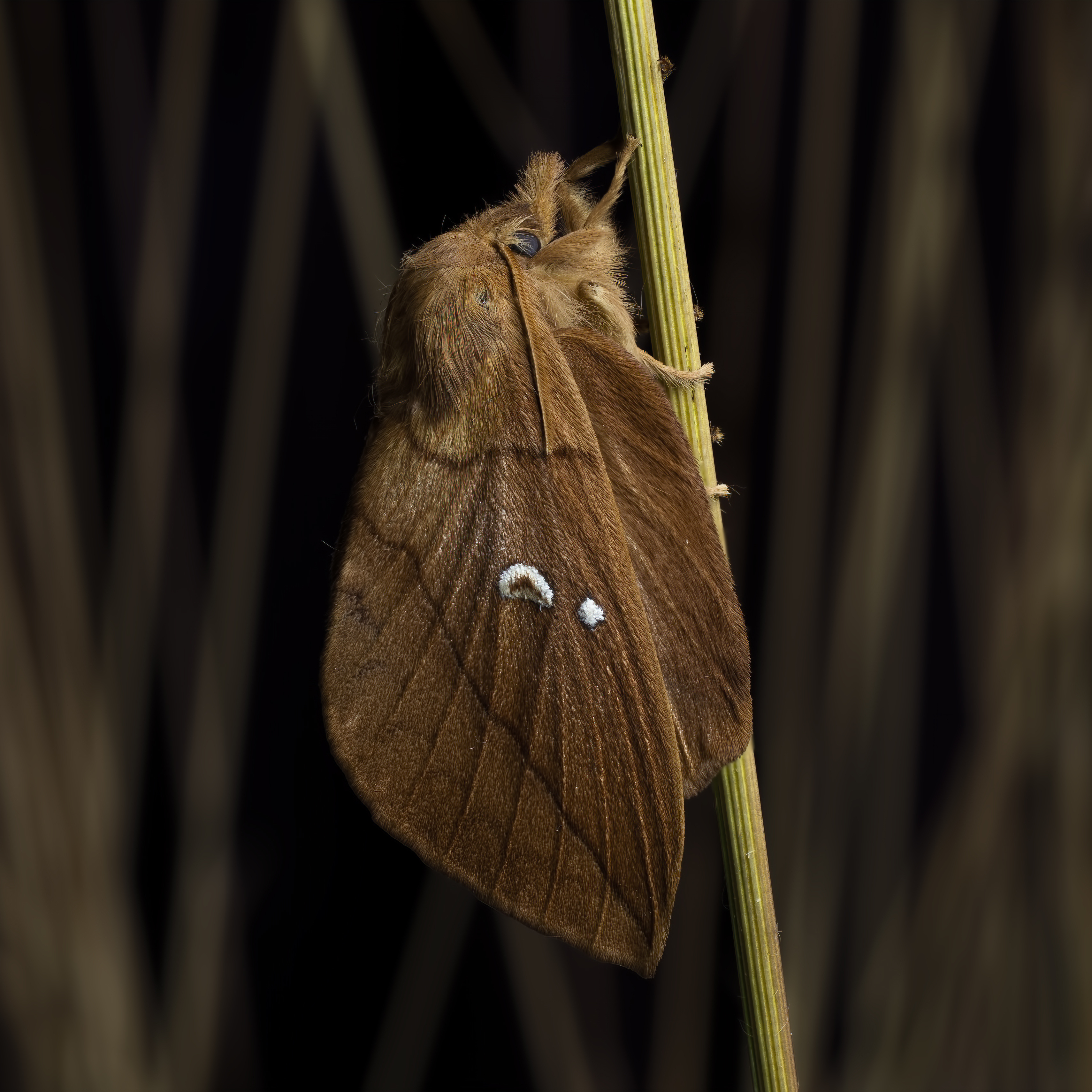
Une buveuse qui vient juste de sortir de son cocon, moment où il arrive que la femelle est coloriée comme un mâle. À Pärnu, en Estonie. Juillet 2020.

- Papillon : envergure du mâle de 20 à 25 mm. Velu au larges ailes brunes. Antennes pectinées.
- Chenille : longueur maximale de 75 mm. Corps gris bleuté. Abondante pilosité.
- Cocon : mou, jaunâtre, fusiforme fixé aux plantes nourricières (de grandes graminées)[1].

## Biologie
- Période de vol de juin à août en une génération.
- Les œufs sont pondus sur les brins d'herbe en août ; les chenilles se nourrissent puis entrent en hibernation et achèvent leur croissance au printemps. Nymphose en juin ; émergence fin juin.

Chenille de buveuse
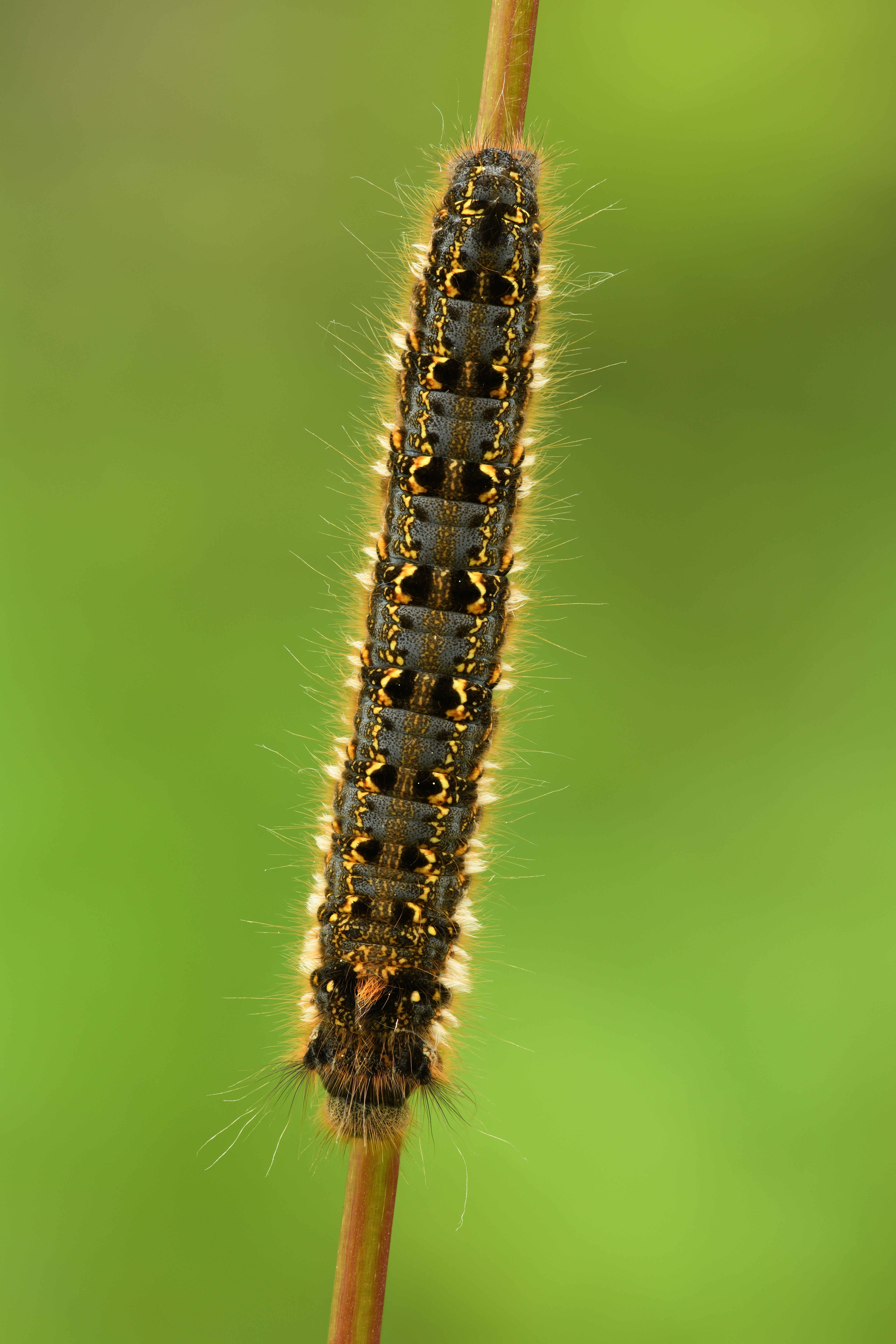
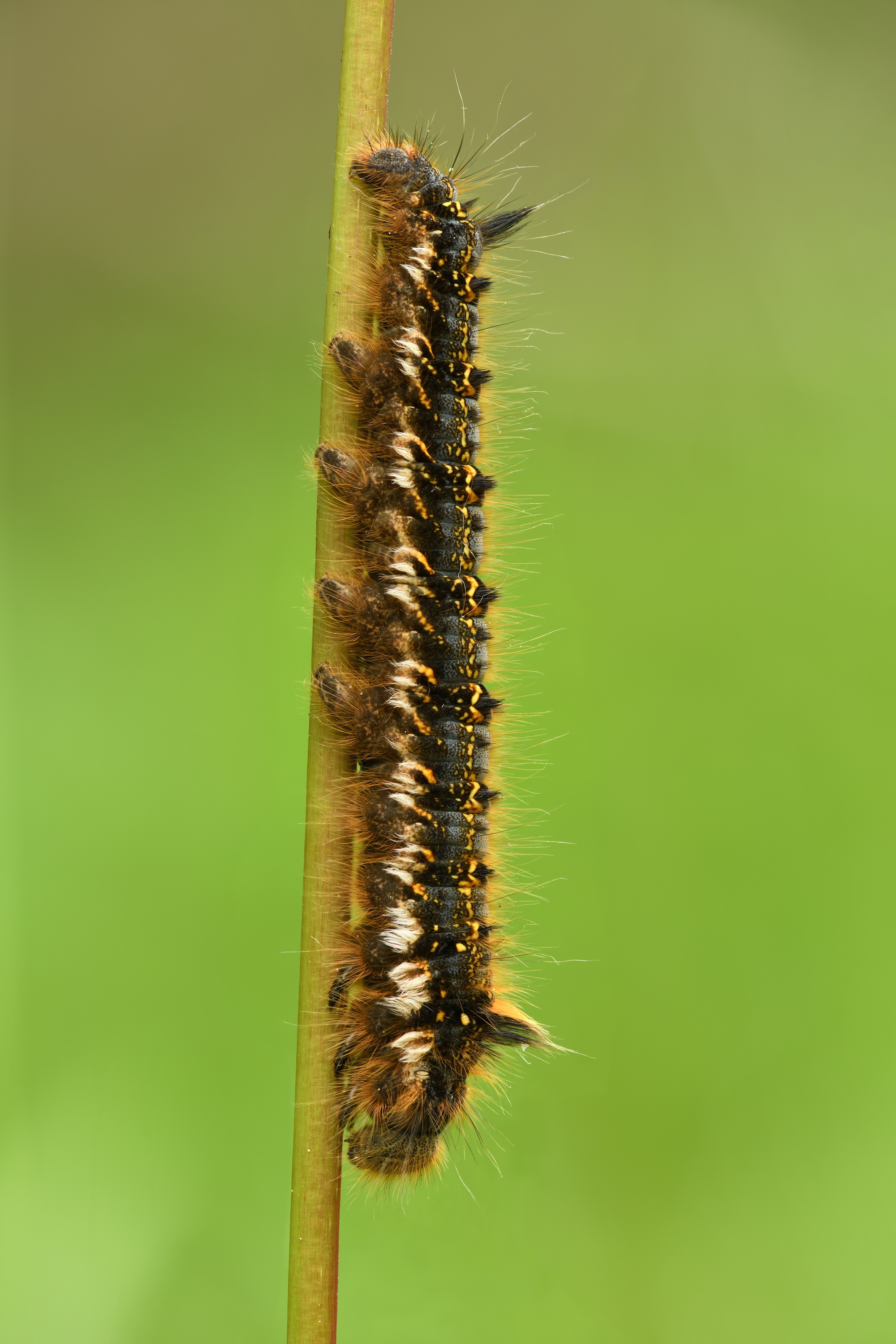

## Habitat
Prairies et milieux forestiers humides, landes, clairières, bords de routes.

Plantes-hôtes : Carex et poacées (graminées), en particulier Dactylis glomerata, Agropyron repens, Bromus sterilis.

## Sources
- Michael Chinery, Les insectes d'Europe en couleurs, Bordas 1976.
- P.C. Rougeot, P. Viette, Guide des papillons nocturnes d'Europe et d'Afrique du Nord, Delachaux et Niestlé, Lausanne 1978.
- D.J. Carter et B. Hargreaves, Guide des chenilles d'Europe, Paris, Delachaux et Niestlé, février 2005, 311 p. (ISBN 978-2-603-00639-9), p. 46.
- Michael Chinery, Insectes de France et d'Europe occidentale, Paris, Flammarion, août 2012, 320 p. (ISBN 978-2-08-128823-2), p. 135-137.